# Angelo Parisi
Angelo Parisi (ur. 3 stycznia 1953 w Arpino) – judoka reprezentujący barwy kilku krajów. Czterokrotny medalista olimpijski.
Parisi urodził się we Włoszech, jednak gdy miał kilka lat jego rodzina zamieszkała w Wielkiej Brytanii. W tym kraju rozpoczął uprawianie sportu i w barwach Wielkiej Brytanii wystartował na IO w Monachium, gdzie sięgnął po brązowy medal w prestiżowej kategorii open (jego macierzystą wagą była superciężka). W połowie lat 70. wyemigrował do Francji. Na igrzyskach w Moskwie (francuscy sportowcy mogli wystartować pod flagą olimpijską) triumfował w wadze powyżej 95 kilogramów, a w open zajął drugie miejsce. Ostatni – srebrny – krążek olimpijski wywalczył cztery lata później w Los Angeles. Był także medalistą mistrzostw Europy.

## Starty olimpijskie (medale)
Monachium 1972
- kategoria open –  brąz

Moskwa 1980
- kategoria +95 kg –  złoto
- kategoria open –  srebro

Los Angeles 1984
- kategoria +95 kg –  srebro